# Pierre Nicolas Chrysostome Legendre
Pour les articles homonymes, voir Legendre.
Pierre Nicolas Chrisostome Legendre (1759-1853) est un homme politique français.

## Biographie
Pierre Nicolas Chrisôstome Legendre est le fils de Nicolas, notaire, tabellion d'Heuqueville, receveur du comte de Rouville et de Marie Anne Victoire Lefebvre. Il est un enfant d'une fratrie d'au-moins onze enfants.
Il se marie une première fois le 26 septembre 1781 au Mesnil-Verclives avec Marie Anne Gallot. Veuf, il se remarie le 26 novembre 1791 à Heuqueville avec Marie Madeleine Julie Guesnier.
Par ordonnance royale du 20 juin 1821, il est autorisé à transférer son étude d'Heuqueville aux Andelys et entre en exercice le 9 juillet. Il est remplacé le 16 octobre 1822 par son fils Félix-Xavier.

## Carrière
- Notaire à Heuqueville et aux Andelys.
- Tabellion d'Heuqueville.
- Administrateur d'Heuqueville.
- Député de l'Eure de 1791 à 1792.
- Maire d'Heuqueville.
- Conseiller d'arrondissement.